# Albert de Mun
Albert de Mun (* 28. Februar 1841 in Lumigny; † 6. Oktober 1914 in Bordeaux) war ein französischer Politiker, katholischer Sozialreformer und Mitglied der Académie française.

## Leben
Albert de Mun war der Enkel eines Pair von Frankreich und der Urenkel des Philosophen Helvétius. Er wuchs im Familienschloss in Lumigny auf und besuchte die Schule in Versailles. Nach Absolvierung der Militärschule Saint-Cyr war er von 1862 bis 1874 Berufssoldat, zuerst in Algerien, dann 1867 (nach seiner Verheiratung) in Clermont-Ferrand. Im Deutsch-Französischen Krieg wurde er als Ordonnanzoffizier in der Belagerung von Metz eingeschlossen und verbrachte vier Monate in deutscher Gefangenschaft in Aachen. Im Frühjahr 1871 freigelassen, kämpfte er im Bürgerkrieg gegen die Pariser Kommune.
Nach deren Niederschlagung nutzte er seine militärische Unausgefülltheit für intensive Beschäftigung mit der Sozialen Frage, die ihn bereits früher umgetrieben hatte. In Clermont-Ferrand hatte er der örtlichen Vinzenzkonferenz angehört, die sich der Armen annahm. In deutscher Gefangenschaft hatte er von den sozialen Initiativen des Arbeiterbischofs Ketteler gehört.
Der Kontakt mit der Kommune bestärkte ihn in der Gewissheit, dass die französische Elite, zu der er sich zählte, erziehend und helfend auf die Arbeiterklasse zugehen müsse. Grundlage seines Denkens war politisch der Monarchismus und ideologisch der gleichzeitig romtreue und soziale Katholizismus. In völliger Übereinstimmung mit der Enzyklika Quanta cura von 1864 und dem darin veröffentlichten Syllabus errorum verurteilte er die Französische Revolution und alle späteren Revolutionen, erstrebte aber nicht die einfache Rückkehr zum Ancien Régime, sondern zu einem durch eine paternalistische Gegenrevolution von oben reformierten Ancien Régime. Das einfache Volk sollte durch Rückführung zu Gott und durch soziale Gerechtigkeit gerettet und die Arbeiter in einem System der Korporationen nach Art des Ancien Régime organisiert werden. Unterstützt wurde er durch seinen älteren Freund René de La Tour du Pin (1834–1924).
Im November 1871 lernte er in dem Vinzentiner Maurice Maignen (1822–1890) den Gründer des Cercle de jeunes ouvriers (Kreis junger Arbeiter) kennen und stellte sich ganz in den Dienst dieses Werks, dem er mit Unterstützung durch Familie und Freunde und dank seiner rhetorischen und journalistischen Fähigkeiten zu einem phänomenalen Erfolg verhalf. Im Mai 1875 hatte das über ganz Frankreich verbreitete Werk (Œuvre des cercles catholiques d’ouvriers, Werk der katholischen Arbeiterkreise) bereits 18.000 Mitglieder, davon 15.000 Arbeiter, und ab 1876 ein Organ, die Monatsschrift L’Association catholique. Revue des questions sociales et ouvrières.
Da de Mun anfänglich in der vollen Uniform eines Hauptmanns der Armee agitierte und sich das Missfallen eines Teils der Öffentlichkeit sowie seiner Vorgesetzten zuzog, die ihm schließlich jegliche Vortragstätigkeit verboten, reichte er 1874 seinen Abschied ein und kandidierte 1875/1876 im bretonischen Wahlkreis Pontivy für die Abgeordnetenkammer der Dritten Französischen Republik als Kandidat der Katholiken und der extremen Rechten, d. h. als legitimistischer Anhänger des Comte de Chambord, der Pate eines seiner Kinder war. Er gewann die Wahl 1876 und wurde 1877, 1881, 1885 und 1889 wiedergewählt. Da er 1893 in Pontivy scheiterte, wechselte er 1894 in den Wahlkreis Morlaix und gewann dort eine Nachwahl, wie auch alle weiteren Wahlen bis zu seinem Tod. 38 Jahre lang war er Parlamentarier der Opposition, fand aber nicht zuletzt wegen seiner überragenden rhetorischen Fähigkeiten auch Anerkennung beim politischen Gegner. Wesentlich seine Eloquenz führte ihn 1897/1898  in die Académie française (Sitz Nr. 8).
Nach dem Tod des Comte de Chambord 1883 schwebte ihm (nach dem Beispiel der deutschen Zentrumspartei) die Gründung einer katholischen Partei vor, welche die von Papst Leo XIII. in der Enzyklika Humanum genus verurteilte Freimaurerei zu bekämpfen und sich für Kirche, Volk und Familie einzusetzen hätte. Die schon weit fortgeschrittenen Planungen scheiterten 1885/1886 am Widerstand des Papstes, dem sich de Mun mit Schmerzen unterwarf. Den gleichen Gehorsam zeigte er 1892, als der Papst den französischen Katholiken die Versöhnung mit der Demokratie und die Anerkennung der Republik (den sog. Ralliement) befahl, wogegen die Mehrheit opponierte. Vorausgegangen war allerdings 1891 die Sozialenzyklika Rerum novarum, die de Mun einen Moment höchster Genugtuung bescherte und sein soziales Lebenswerk krönte. Um die Jahrhundertwende war er Mitglied der Ligue de la patrie française, die sich als antidreyfusardische Bewegung gegründet hatte.
De Mun war der Schwager von Joseph d’Ursel und der Onkel von Robert d’Harcourt.
In Frankreich tragen mehrere Straßen den Namen Rue Albert-de-Mun oder Avenue Albert-de-Mun. Ferner sind Gymnasien in Paris und Nogent-sur-Marne nach ihm benannt.

## Werke (Auswahl)
- Combats d’hier et d’aujourd’hui. 6 Bde. Lethielleux, Paris. (Gesammelte Reden)
  - 1. La Défense des congrégations et des écoles libres 1900–1905. 1906.
  - 2. Lendemains de séparation. 1907.
  - 3e série. 1908.
  - 4e série. 1909.
  - 5e série. 1910.
  - 6e série. 1914 [„sic“ für 1911].